# Casa de Ópera de Copenhague
Casa de Ópera de Copenhaga (português europeu) ou Casa de Ópera de Copenhague (português brasileiro)

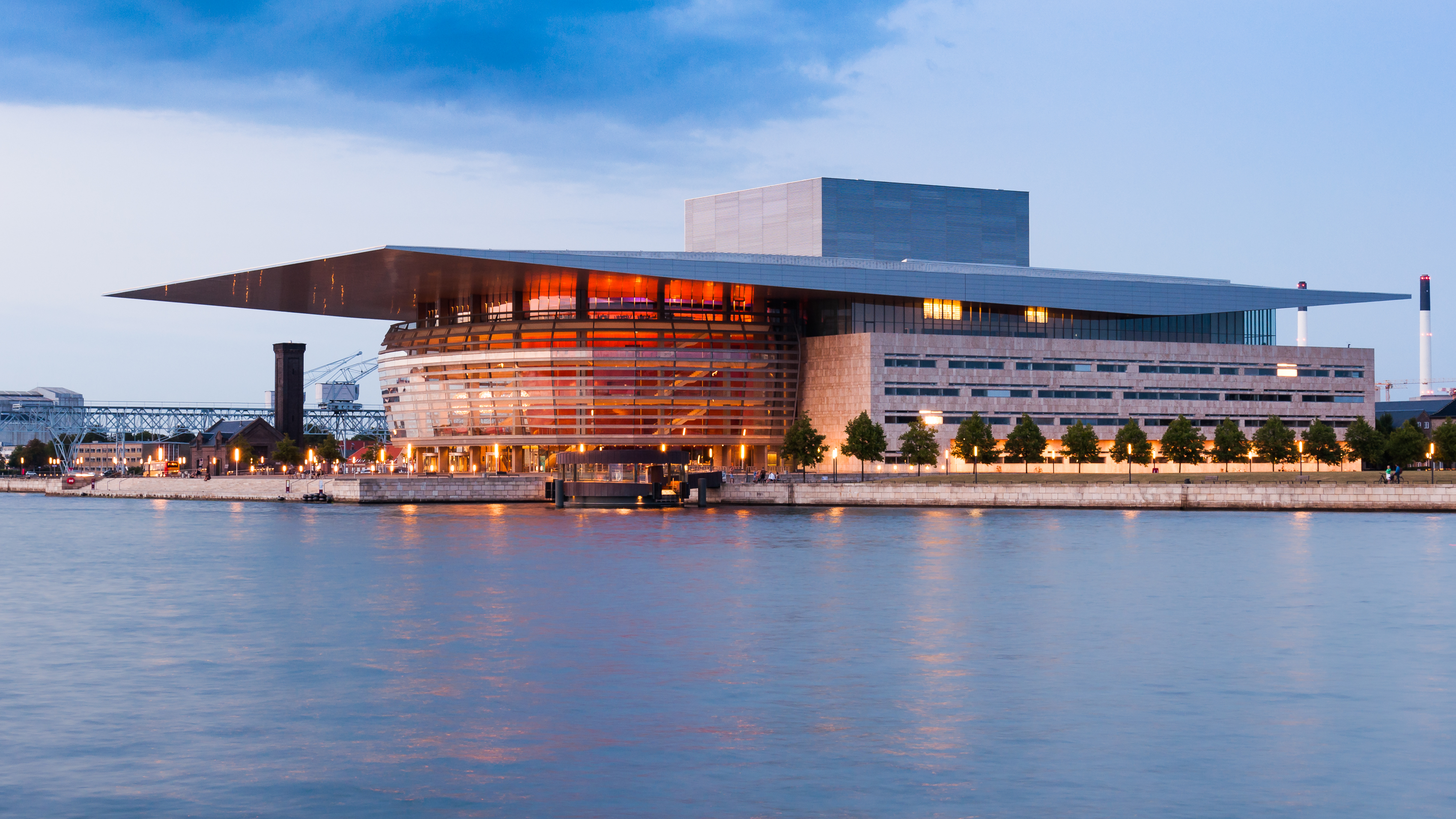
O Teatro de Ópera de Copenhague (Operaen), localizado em Holmen, Copenhague, Dinamarca

(em dinamarquês:Operaen) é a sede da ópera nacional da Dinamarca e uma das casas destinadas a música mais modernas do planeta. A Operaen é considerada a casa de ópera mais cara já construída. Foi erguida na ilha de Holmen com um custo total de mais de 500 milhões de dólares.

## Localização
A Operaen, propositalmente, fica totalmente na direção do Palácio de Amalienborg e da Igreja de Mármore. A porção da ilha de Holmen, onde a ópera foi construída se chama Dokøen (Ilha das Docas, em português), um antiga e tradicional porto da cidade de Copenhaga. A Operaen pode ser acessada através dos serviços de ônibus e metrô, além de algumas balsas que partem do Porto da cidade.

## História
A Operaen foi transferida para o controle do governo dinamarquês pela instituição  A.P. Møller and Chastine Mc-Kinney Møller Foundation (pertencente ao grupo A. P. Moller-Maersk Group), em 2000. No entanto, alguns políticos dinamarqueses não foram a favor da transferência, alegando que a empresa quase que obrigou o governo a comprar prédio e assumir as responsabilidades sobre a construção, porém, apesar dos protestos a casa de ópera foi aceita pelo Folketinget e pela realeza.
A reconstrução começou em Junho de 2001 e foi concluída em 1 de outubro de 2004. A Operaen foi oficialmente inaugurada no dia 15 de janeiro de 2005 com uma cerimônia formal na presença do magnata Mærsk Mc-Kinney Møller, do ex-primeiro-ministro Anders Fogh Rasmussen e da rainha Margarida.